# Oberster Verteidigungsrat (Italien)

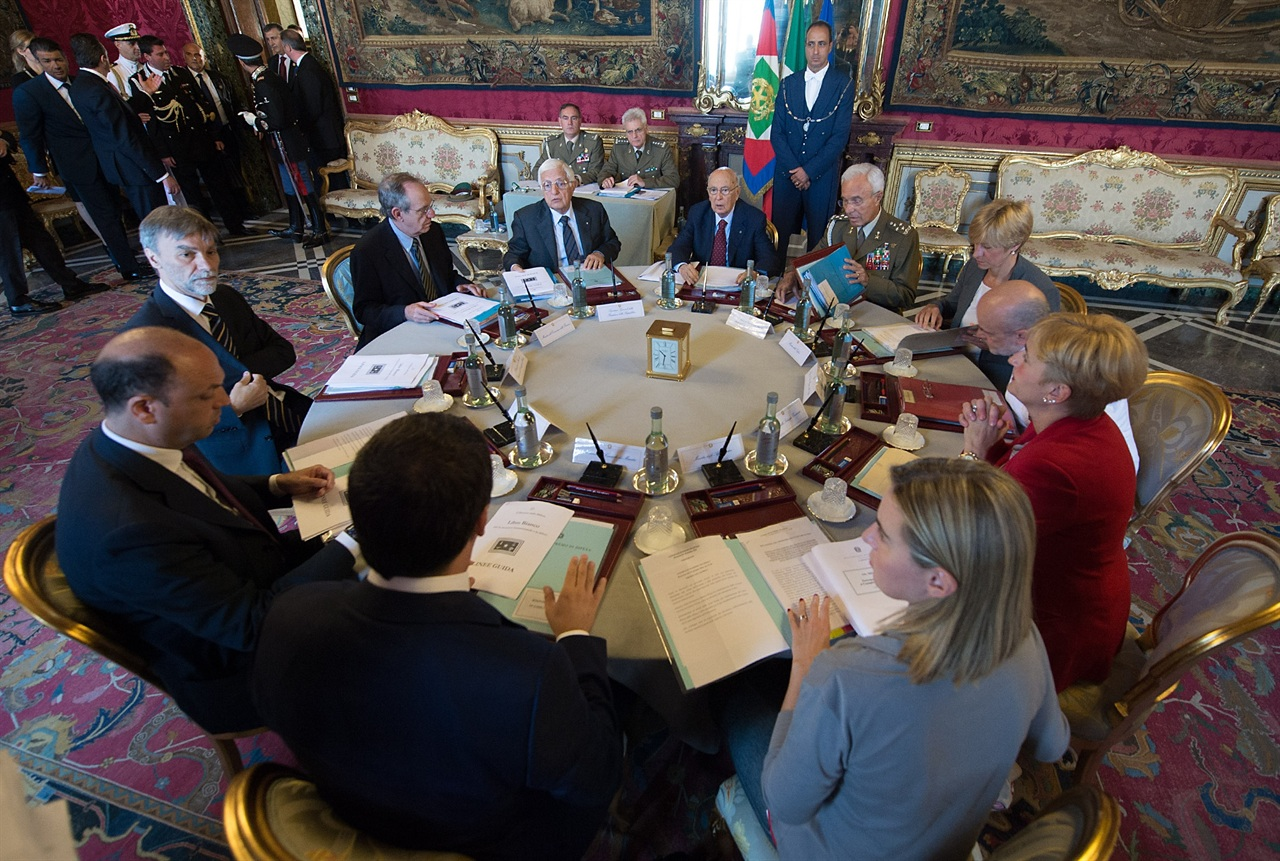
Sitzung des Rates im Jahr 2014

Der Oberste Verteidigungsrat (italienisch Consiglio Supremo di Difesa) ist eine italienische Institution von verfassungsrechtlicher Bedeutung, die die italienischen Streitkräfte kontrolliert.
Vorsitzender des Rates ist der Präsident der Italienischen Republik, der auch Oberbefehlshaber der Streitkräfte ist. Weitere Mitglieder sind der Ministerpräsident, die Minister für Äußeres, Inneres, Finanzen, Verteidigung und Industrie sowie der Generalstabschef der Streitkräfte.
Der Rat wurde erstmals am 28. Juli 1950 einberufen. Er tagt in der Regel alle sechs Monate im Quirinalspalast in Rom.

## Aufgaben
Der Rat prüft unter Vorsitz des Präsidenten der Republik allgemeine Fragen der nationalen Verteidigung und der internationalen Sicherheit unter Berücksichtigung der politischen Richtlinien, die von der Exekutive und dem Parlament formuliert wurden.
Da der Staatspräsident gemäß Verfassung Oberbefehlshaber der Streitkräfte ist, aber in der italienischen parlamentarischen Republik weder an Kabinettssitzungen der Regierung, noch aktiv an Parlamentssitzungen teilnehmen kann, ist der Oberste Verteidigungsrat für ihn das von der Verfassung vorgesehene Organ, um seine verfassungsrechtlich festgelegte Rolle im Bereich der nationalen Verteidigung und Sicherheit in institutionalisierter Weise im politischen Willensbildungsprozess auszufüllen.
Da die Elemente des politischen Prozesses, die sich auf die Außen- und die Militärpolitik beziehen, grundsätzlich zum Zuständigkeitsbereich von Parlament und Regierung gehören, andererseits der Oberbefehl über die Streitkräfte beim Staatspräsidenten liegt, ergibt sich in der Praxis verfassungsrechtlich und auch hinsichtlich der im Gesetz Nr. 624/1950 genannten praktischen Entscheidungsbefugnisse ein Spannungsfeld zwischen den genannten Verfassungsorganen. In der Praxis beschränkt sich der Rat darauf, eine beratende Rolle für den Staatspräsidenten zu spielen, der seinerseits gegenüber den Regierungsvertretern kritische Aspekte hinsichtlich der nationalen Sicherheit und Verteidigung ansprechen kann. Da an den Sitzungen neben dem Regierungschef und mehreren Ministern auch der Generalstabschef der Streitkräfte teilnimmt, kann dieser unter dem Vorsitz des Staatspräsidenten und Oberbefehlshabers gegenüber der Regierung die Lage der Streitkräfte detailliert schildern und den politischen Entscheidungsträgern offiziell in einem von der Verfassung vorgesehenen Organ ihre Verantwortlichkeiten aufzeigen. Im Falle von gravierenden Differenzen zwischen Regierung und Staatspräsident wäre dessen Rolle als Oberbefehlshaber der Streitkräfte, die normalerweise eher einen repräsentativen Charakter hat, eine sichernde Reservevollmacht. Umgekehrt kann der Staatspräsident auch als Oberbefehlshaber und Vorsitzender des Obersten Verteidigungsrates keine eigene Militärpolitik betreiben.
Diese rechtlichen Regelungen und die daraus resultierenden politischen Mechanismen zielen darauf ab, Fehlentwicklungen wie zur Zeit des Faschismus zu verhindern, als Benito Mussolini gegen den Willen der militärischen Führung und der überwältigenden Mehrheit des Volkes am 10. Juni 1940 den Eintritt Italiens in den Zweiten Weltkrieg verkündete und König Viktor Emanuel III. aus Furcht vor einem Thronverlust seine an Mussolini delegierten Rechte als Oberbefehlshaber nicht wieder an sich zog.

## Mitglieder (Stand 10/24)
| Foto | Name                | Amt                                                                               | Amtsantritt      |
| ---- | ------------------- | --------------------------------------------------------------------------------- | ---------------- |
|      | Sergio Mattarella   | Präsident der Italienischen Republik Vorsitzender des Obersten Verteidigungsrates | 3. Februar 2015  |
|      | Giorgia Meloni      | Ministerpräsidentin                                                               | 22. Oktober 2022 |
|      | Antonio Tajani      | Außenminister                                                                     | 22. Oktober 2022 |
|      | Guido Crosetto      | Verteidigungsminister                                                             | 22. Oktober 2022 |
|      | Matteo Piantedosi   | Innenminister                                                                     | 22. Oktober 2022 |
|      | Giancarlo Giorgetti | Finanzminister                                                                    | 22. Oktober 2022 |
|      | Adolfo Urso         | Wirtschaftsminister                                                               | 22. Oktober 2022 |
|      | Alfredo Mantovano   | Sekretär des Ministerrats                                                         | 22. Oktober 2022 |
|      | Luciano Portolano   | Generalstabschef der italienischen Streitkräfte                                   | 4. Oktober 2024  |

Andere Mitglieder der Regierung, hohe Offiziere und Beamte sowie externe Experten können an den Sitzungen des Rates bei Bedarf und nach entsprechender formeller Einladung teilnehmen.
Der neue Sekretär des Rates wurde nach dem letzten Regierungswechsel noch nicht ernannt. (Stand: Oktober 2022)